# سرطانة غدد بارثولين
سرطانة غدد بارثولين هو نوع غير شائع من السرطانات، يحدث لغدد بارثولين ويمثل 1% من سرطانات الفرج، شائع في النساء في منتصف الستينات من العمر، وقد يكبر حجمه قبل أن تنتبه المريضة للأعراض. أحد الأعراض الأولى هو عسر الجماع، وقد تكتشف المصابة كتلة أو قرحة في الفرج. بعض الأطباء يرون أن سبب زيادة حجم غدد بارثولين هو السرطان حتى يثبت العكس. وقد ينتشر الورم إلى مناطق أخرى كالحفرة الإسكية الشرجية والعقد الليمفاوية الإربية. حوالي 50% من سرطانات غدد بارثولين تنشأ من الخلايا الحرشفية، ومما يمير سرطانة غدد بارثولين أنها تنشأ من ثلاثة أنواع من الخلايا الطلائية: الحرشفية والانتقالية والمخاطية.

## العلاج
يتم علاجها جراحيًّا، وبعض الحالات تحتاج إلى علاج كيماوي أو إشعاعي.

## المآل
توقع سير المرض جيد إن لم ينتشر إلى العقد الليمفاوية، وهو بطيء التقدم، وقد يسبب سرطان الرئة بعد فترة طويلة من علاجه الأولي.

## التاريخ
وصفت سرطانة غدد بارثولين في الماشية عام 1677 بواسطة كاسبر بارثلين، وافترض وجودها في البشر حينذاك. وكان يتم علاجها عن طريق استئصال الفرج والعقد الليمفاوية الإربية، وقد تزال أجزاء من المهبل والمستقيم.
السرطانة الغدية الكيسانية هي نوع غير شائع من أنواع سرطانة غدد بارثولين، ويسبب ألمًا معاود.